# 中部航空方面隊
中部航空方面隊（ちゅうぶこうくうほうめんたい、英称：Central Air Defense Force、略称：CADF）は、航空自衛隊の航空方面隊の一つ。埼玉県狭山市の入間基地に司令部を置く。主たる任務は南東北・関東・中部・近畿地域の防空。

## 概要
航空自衛隊に4個ある航空方面隊の一つであり、航空総隊の指揮を受ける。2個航空団を主力とし、戦闘機4個飛行隊のほか、8個警戒隊の固定レーダーサイト、1個高射群などで構成されている。防衛担当区域は南東北・関東・中部・近畿地域であり、日本海側の警戒のほか、ソ連・ロシア機の東京急行に対する要撃なども行なう。
司令部支援飛行隊は入間基地航空祭においてT-4によるアクロバットチーム『シルバーインパルス』を編成している。

## 沿革
- 1957年（昭和32年）8月1日：入間川に航空集団の新編に伴い、「臨時中部司令所」を編成[1]。
- 1958年（昭和33年）8月1日：航空集団の航空総隊への改編に伴い、臨時中部司令所を「中部航空方面隊」司令部に改編[1]。
- 1961年（昭和36年）
  - 2月1日：中部航空施設隊新編。
  - 7月15日：第6航空団、第7航空団及び中部航空警戒管制団新編。
- 1964年（昭和39年）4月1日：第1高射群新編。
- 1973年（昭和48年）10月16日：第4高射群新編。
- 1976年（昭和51年）10月1日：中部航空音楽隊新編[2]。
- 1978年（昭和53年）3月31日：第3航空団（小松基地）が北部航空方面隊（三沢基地）へ異動[1]。
- 1984年（昭和59年）1月26日：硫黄島基地隊新編。
- 1999年（平成11年）3月29日：司令部組織の改編（副司令官職を新設。監理部と人事部を廃止、統合し総務部に改編）。
- 2007年（平成19年）3月30日：弾道ミサイル防衛の一環として、第1高射群にPAC-3ミサイル導入。
- 2014年（平成26年）8月1日：航空総隊司令部飛行隊傘下の支援飛行隊が中部航空方面隊司令部支援飛行隊に改編され、隷下に編入。
- 2023年（令和05年）3月16日：第1高射群及び第4高射群を廃止・統合し、中部高射群を新編[3]。
- 2024年（令和06年）3月21日：司令部の装備部を4課から3課に改組（計画課、整備課、補給課、施設課から装備課、輸送補給課、施設課）[4]。

## 部隊編成
- 中部航空方面隊司令部 -（入間基地）
- 第6航空団 -（小松基地）
- 第7航空団 -（百里基地）
- 中部航空警戒管制団 -（入間基地）
- 中部高射群 -（入間基地）
- 中部航空方面隊司令部支援飛行隊 - (入間基地：T-4、U-4）
- 中部航空施設隊 -（入間基地）
- 硫黄島基地隊 -（硫黄島分屯基地）
- 中部航空音楽隊 -（浜松基地）

### 司令部編成
- 総務部
  - 総務課
  - 人事課
  - 会計課
  - 厚生課
  - 援護業務課

- 防衛部
  - 防衛課
  - 運用課
  - 通信電子課
  - 調査課

- 装備部
  - 装備課
  - 輸送補給課
  - 施設課

- 監理監察官

- 法務官

- 医務官

## 主要幹部
| 官職名               | 階級    | 氏名     | 補職発令日     | 前職                           |
| -------------------- | ------- | -------- | -------------- | ------------------------------ |
| 中部航空方面隊司令官 | 空将    | 稲月秀正 | 2025年08月01日 | 西部航空方面隊司令官           |
| 副司令官             | 空将補  | 松浦知寛 | 2025年03月24日 | 第7航空団司令 兼 百里基地司令  |
| 幕僚長               | 1等空佐 | 松浦明裕 | 2024年12月20日 | 航空自衛隊幹部候補生学校副校長 |
| 総務部長             | 1等空佐 | 内山尚則 | 2024年01月01日 | 第5航空団基地業務群司令        |
| 防衛部長             | 1等空佐 | 三宅淳   | 2024年02月12日 | 第6航空団飛行群司令            |
| 装備部長             | 1等空佐 | 森田健   | 2024年04月08日 | 第2航空団整備補給群司令        |
| 監理監察官           | 1等空佐 | 福本正志 | 2023年11月19日 | 第6航空団副司令                |
| 医務官               | 1等空佐 | 篠原豊   | 2025年08月01日 | 南西航空方面隊司令部医務官     |

| 代                   | 氏名               | 在職期間                        | 出身校・期                              | 前職                                       | 後職                               |
| 中部航空方面隊司令   | 中部航空方面隊司令 | 中部航空方面隊司令              | 中部航空方面隊司令                      | 中部航空方面隊司令                         | 中部航空方面隊司令                 |
| -------------------- | ------------------ | ------------------------------- | --------------------------------------- | ------------------------------------------ | ---------------------------------- |
| 01                   | 松田武             | 1958年08月01日 - 1959年07月17日 | 陸士39期・ 東京帝国大学                 | 航空集団司令部 臨時中部司令所長            | 航空幕僚副長                       |
| 02                   | 松前未曾雄         | 1959年07月18日 - 1959年11月30日 | 陸士38期・ 陸大49期                     | 北部航空方面隊司令 ※航空総隊司令兼務       | 兼務解除 航空総隊司令専任          |
| 03                   | 島田航一           | 1959年12月01日 - 1961年06月11日 | 海兵55期・ 海大38期                     | 航空幕僚監部防衛部長                       | 中部航空方面隊司令官               |
| 中部航空方面隊司令官 |                    |                                 |                                         |                                            |                                    |
| 01                   | 島田航一           | 1961年06月12日 - 1961年07月24日 | 海兵55期・ 海大38期                     | 中部航空方面隊司令                         | 航空総隊司令官                     |
| 02                   | 小島喜久           | 1961年07月25日 - 1962年04月06日 | 陸士42期・ 陸大52期                     | 飛行教育集団司令官                         | 航空幕僚副長                       |
| 03                   | 牟田弘國           | 1962年04月07日 - 1964年04月16日 | 陸士43期                                | 航空幕僚監部人事教育部長                   | 航空総隊司令官                     |
| 04                   | 岩城邦廣           | 1964年04月17日 - 1965年07月15日 | 海兵59期                                | 航空幕僚監部人事教育部長                   | 飛行教育集団司令官                 |
| 05                   | 小福田租           | 1965年07月16日 - 1966年06月30日 | 海兵59期                                | 飛行教育集団司令官                         | 航空幕僚監部付 →1967年3月31日 退職 |
| 06                   | 田中耕二           | 1966年07月01日 - 1967年11月14日 | 陸士45期・ 陸大52期                     | 航空幕僚副長                               | 退職                               |
| 07                   | 渡邊正             | 1967年11月15日 - 1968年12月31日 | 海兵61期                                | 飛行教育集団司令官                         | 航空総隊司令官                     |
| 08                   | 高橋正次           | 1969年01月01日 - 1971年04月30日 | 陸士48期・ 陸大59期                     | 保安管制気象団司令                         | 航空総隊司令官                     |
| 09                   | 宮本功             | 1971年05月01日 - 1972年06月30日 | 陸士51期                                | 航空自衛隊幹部候補生学校長 兼 奈良基地司令 | 飛行教育集団司令官                 |
| 10                   | 角田義隆           | 1972年07月01日 - 1974年06月30日 | 海機49期                                | 航空幕僚監部人事教育部長                   | 航空幕僚長                         |
| 11                   | 眞崎康郎           | 1974年07月01日 - 1976年03月16日 | 陸航士54期                              | 第1航空団司令 兼 浜松北基地司令            | 退職                               |
| 12                   | 鉾田太郎           | 1976年03月16日 - 1976年10月14日 | 陸士55期                                | 航空総隊司令部幕僚長                       | 航空幕僚副長                       |
| 13                   | 小松利光           | 1976年10月15日 - 1978年03月15日 | 陸士56期                                | 南西航空混成団司令                         | 退職                               |
| 14                   | 中島泉二郎         | 1978年03月16日 - 1979年07月31日 | 陸士57期                                | 輸送航空団司令                             | 航空総隊司令官                     |
| 15                   | 樋口則英           | 1979年08月01日 - 1980年07月31日 | 海兵73期                                | 保安管制気象団司令                         | 航空総隊司令官                     |
| 16                   | 江戸力             | 1980年08月01日 - 1982年02月15日 | 海兵75期                                | 輸送航空団司令                             | 飛行教育集団司令官                 |
| 17                   | 濱屋孝哉           | 1982年02月16日 - 1983年06月30日 | 陸航士59期・ 中央大学 昭和28年卒        | 航空自衛隊幹部候補生学校長 兼 奈良基地司令 | 退職                               |
| 18                   | 古賀昭典           | 1983年07月01日 - 1984年11月14日 | 陸士61期・ 福岡外事専門・ 5期幹候（陸） | 航空幕僚監部監察官                         | 航空総隊司令官                     |
| 19                   | 松永貞昭           | 1984年11月15日 - 1986年03月17日 | 東京水産大学・ 1期幹候                  | 航空自衛隊幹部候補生学校長 兼 奈良基地司令 | 退職                               |
| 20                   | 橋本嘉光           | 1986年03月17日 - 1988年07月06日 | 九州大学・ 7期幹候                      | 輸送航空団司令                             | 退職                               |
| 21                   | 石塚勲             | 1988年07月07日 - 1990年07月08日 | 防大3期                                 | 航空幕僚監部防衛部長                       | 航空支援集団司令官                 |
| 22                   | 石川吉夫           | 1990年07月09日 - 1991年06月30日 | 防大3期                                 | 統合幕僚会議事務局第3幕僚室長              | 航空支援集団司令官                 |
| 23                   | 利渉弘章           | 1991年07月01日 - 1993年03月23日 | 防大4期                                 | 航空総隊司令部幕僚長                       | 航空自衛隊幹部学校長               |
| 24                   | 杉浦功一           | 1993年03月24日 - 1995年03月22日 | 防大5期                                 | 航空自衛隊第3補給処長                      | 退職                               |
| 25                   | 早瀬洋一           | 1995年03月23日 - 1996年06月30日 | 防大6期                                 | 航空自衛隊補給本部副本部長                 | 退職                               |
| 26                   | 北川文夫           | 1996年07月01日 - 1997年06月30日 | 防大8期                                 | 航空総隊司令部幕僚長                       | 退職                               |
| 27                   | 遠竹郁夫           | 1997年07月01日 - 1999年07月08日 | 防大11期                                | 航空幕僚監部防衛部長                       | 航空幕僚副長                       |
| 28                   | 清水正睦           | 1999年07月09日 - 2001年06月28日 | 防大11期                                | 第4航空団司令 兼 松島基地司令              | 退職                               |
| 29                   | 二宮修             | 2001年06月29日 - 2003年06月30日 | 防大13期                                | 航空総隊司令部幕僚長                       | 退職                               |
| 30                   | 高橋健才           | 2003年07月01日 - 2004年08月29日 | 防大16期                                | 航空自衛隊第4補給処長                      | 統合幕僚学校長                     |
| 31                   | 永田久雄           | 2004年08月30日 - 2005年07月27日 | 防大17期                                | 航空幕僚監部人事教育部長                   | 航空幕僚副長                       |
| 32                   | 外薗健一朗         | 2005年07月28日 - 2007年07月02日 | 防大18期                                | 統合幕僚会議事務局第5幕僚室長              | 統合幕僚学校長                     |
| 33                   | 片岡晴彦           | 2007年07月03日 - 2009年07月20日 | 防大20期                                | 航空幕僚監部防衛部長                       | 航空教育集団司令官                 |
| 34                   | 渡邊至之           | 2009年07月21日 - 2011年04月26日 | 防大20期                                | 南西航空混成団副司令                       | 退職                               |
| 35                   | 石野次男           | 2011年04月27日 - 2012年07月25日 | 防大22期                                | 航空救難団司令                             | 統合幕僚学校長                     |
| 36                   | 清藤勝則           | 2012年07月26日 - 2014年06月22日 | 防大23期                                | 第3航空団司令 兼 三沢基地司令              | 退職                               |
| 37                   | 平本正法           | 2014年06月23日 - 2016年06月30日 | 防大25期                                | 航空教育集団司令部幕僚長                   | 退職                               |
| 38                   | 三谷直人           | 2016年07月01日 - 2017年08月07日 | 防大29期                                | 航空幕僚監部防衛部長                       | 航空自衛隊補給本部長               |
| 39                   | 金古真一           | 2017年08月08日 - 2018年07月31日 | 防大30期                                | 航空幕僚監部総務部長                       | 航空総隊副司令官                   |
| 40                   | 増子豊             | 2018年08月01日 - 2019年03月31日 | 防大29期                                | 統合幕僚監部運用部長                       | 統合幕僚副長                       |
| 41                   | 引田淳             | 2019年04月01日 - 2020年08月24日 | 防大31期                                | 統合幕僚監部運用部長                       | 航空教育集団司令官                 |
| 42                   | 森田雄博           | 2020年08月25日 - 2021年12月21日 | 防大33期                                | 統合幕僚監部防衛計画部長                   | 航空総隊副司令官                   |
| 43                   | 小笠原卓人         | 2021年12月22日 - 2022年12月22日 | 防大34期                                | 航空幕僚監部人事教育部長                   | 航空幕僚副長                       |
| 44                   | 坂本浩一           | 2022年12月23日 - 2023年08月28日 | 防大34期                                | 航空教育集団司令部幕僚長                   | 統合幕僚学校長                     |
| 45                   | 門間政仁           | 2023年08月29日 - 2025年07月31日 | 防大36期                                | 航空教育集団司令部幕僚長                   | 航空幕僚副長                       |
| 46                   | 稲月秀正           | 2025年08月01日 -                | 防大35期                                | 西部航空方面隊司令官                       |                                    |